# Cecidonostola
Cecidonostola là một chi bướm đêm thuộc họ Gelechiidae.